# 덴마크 동인도 회사
덴마크 동인도 회사( - 東印度會社, 덴마크어: Ostindisk Kompagni, 영어: Danish East India Company)는 크리스티안 4세의 특허장에 의해 설립된 동인도 회사이다. 영국, 네덜란드에 이어 3번째 동인도 회사이며 중상주의 정책을 추진하였다.

## 같이 보기
- 덴마크 서인도 회사